# Villa Rümelin (Wilhelmstraße)

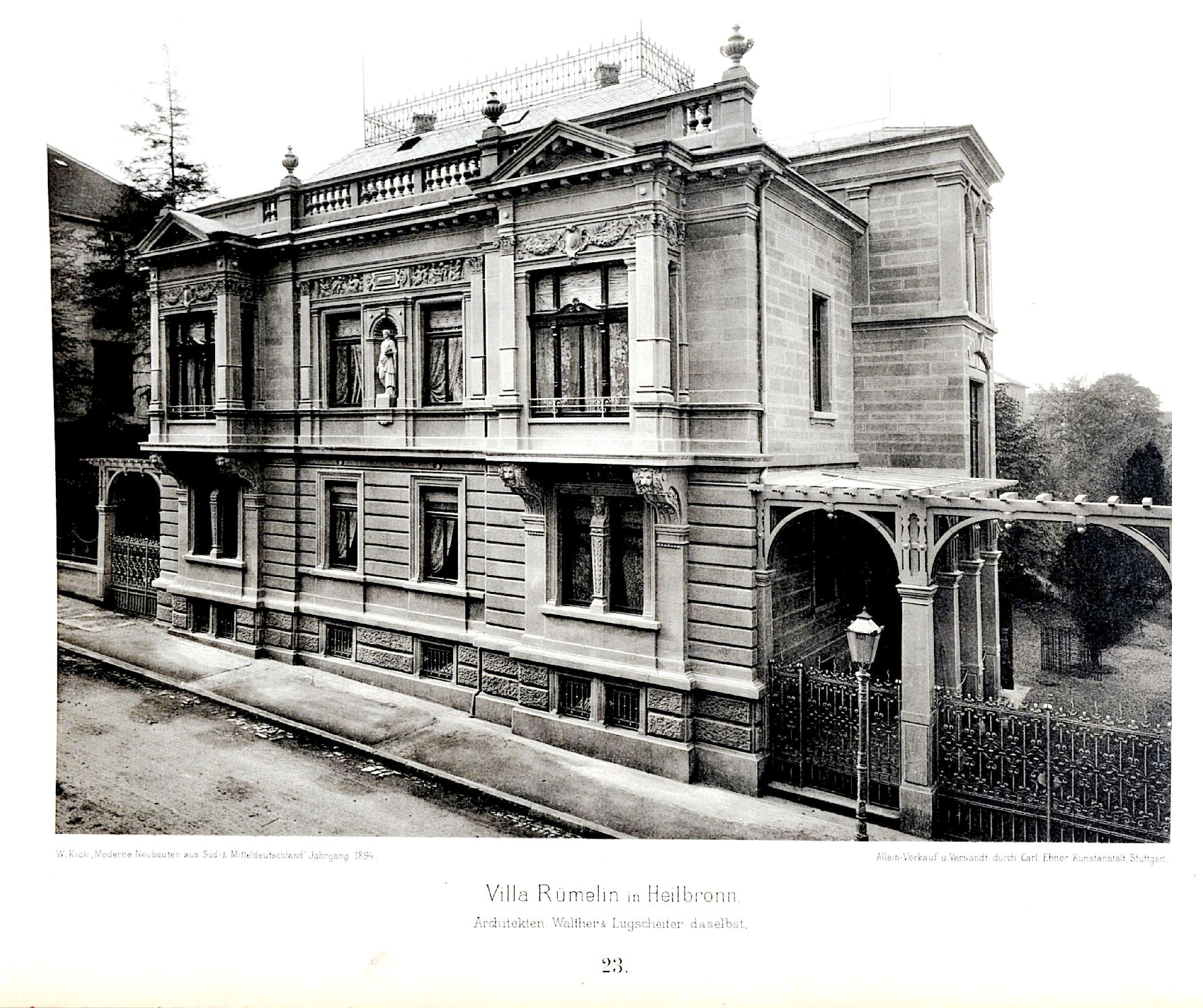
Villa Rümelin

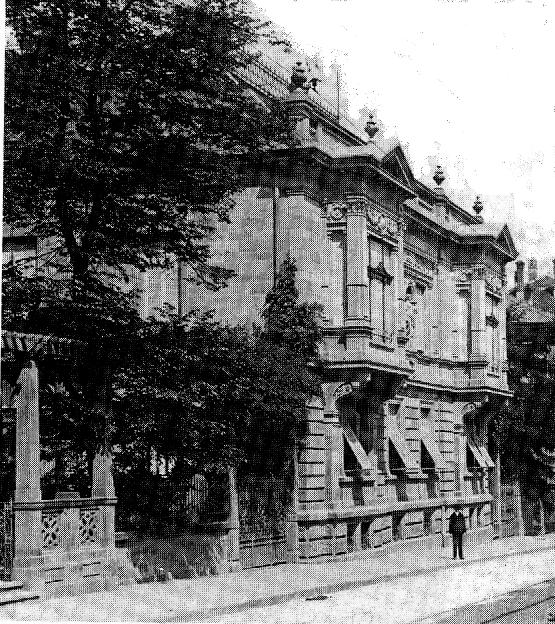
Villa Rümelin

Die Villa Rümelin war ein Gebäude in der Wilhelmstraße 8 in Heilbronn, das von 1895 bis zur Zerstörung im Zweiten Weltkrieg 1944 existierte.

## Beschreibung
Die Villa befand sich in der Wilhelmstraße und wurde 1895 nach Plänen der Architekten Ernst Walter und Karl Luckscheiter für den Bankier und Landtagsabgeordneten Hugo von Rümelin (1851–1932) fertiggestellt. Das Gebäude wurde beim Luftangriff vom 4. Dezember 1944 zerstört.
1951 wurde das Grundstück Wilhelmstraße 8 mit dem neuen Landgerichtsgebäude bebaut.

## Weblinks

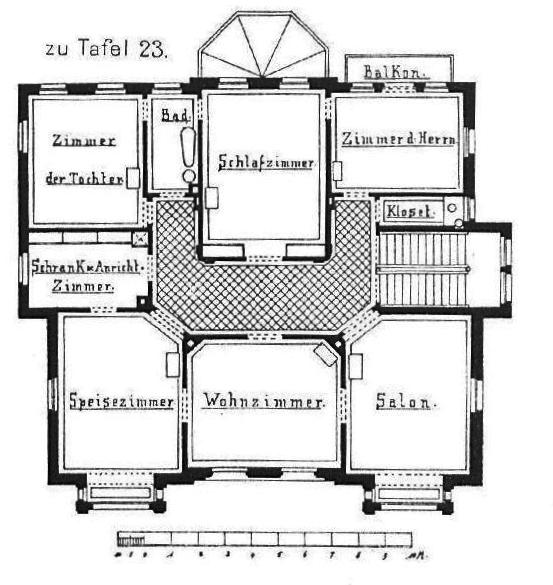
Grundriss